# Bob Murawski
Bob Murawski (n. 14 iunie 1964, Detroit, Michigan, SUA) este un editor de film american. El a primit premiul Oscar în 2010 pentru cel mai bun montaj de film pentru munca sa la The Hurt Locker, pe care l-a împărțit cu soția sa, colegul editor Chris Innis. Lucrează adesea cu regizorul de film Sam Raimi, după ce a editat trilogia Spider-Man, Oz the Great and Powerful și Doctor Strange in the Multiverse of Madness. Murawski este un membru ales al American Cinema Editors și este (împreună cu Sage Stallone) co-fondatorul Grindhouse Releasing, o companie apreciată de distribuție de filme specializată în relansări de filme cult.

## Viața timpurie și cariera
Murawski s-a născut în Bad Axe, Michigan și a crescut în peninsula Thumb⁠(en)[traduceți]. A fost promotor la liceul său din Bad Axe, Michigan și a absolvit Universitatea de Stat din Michigan cu specializare în telecomunicații. La scurt timp după absolvire, a urmat un stagiu de specializare la subdistribuitorul de filme din Detroit, Bob Mason de la Mason Releasing. Murawski s-a mutat apoi la Hollywood, unde a lucrat ca asistent montator la mai multe filme, inclusiv filmul lui Raimi, inspirat din benzi desenate, Darkman. 

## Distribuție de filme
În 1995, Bob Murawski și actorul/regizorul și fiul lui Sylvester Stallone, Sage Stallone au format Grindhouse Releasing, născută dintr-o dragoste reciprocă pentru filme cult rare și nevăzute. Murawski continuă să conducă Grindhouse și partenerul Box Office Spectaculars, ambele  - companii care restaurează, păstrează și distribuie filme clasice de cult și euro-horror. Cele două case de discuri au remasterizat digital filme de cult clasice precum The Swimmer cu Burt Lancaster, The Big Gundown cu Lee Van Cleef și Tomas Milian, capodopera spaghetti-horror a lui Lucio Fulci, E tu vivrai nel terrore (alias The Beyond), precum și filme italiene cu canibali Make Them Die Slowly (alias Cannibal Ferox), Cannibal Holocaust, filmul cult american I Drink Your Blood (1970) (în regia lui David E. Durston) și filmul de groază cult al regizorului Juan Piquer Simón, Piese. Compania prezintă în prezent lansarea An American Hippie in Israel (pe Blu-ray/DVD) și filmul independent nelansat anterior al lui Duke Mitchell, Gone with the Pope (proiectat în cinematografe). Box Office Spectaculars și Grindhouse s-au ocupat, de asemenea, de relansarea în cinematograf și de restaurarea negativului filmului de groază cult al regizorului Sam Raimi, The Evil Dead, precum și de refacerea digitală (în asociere cu Columbia Pictures/Sony) a rarului spaghetti western The Big Gundown și The Swimmer regizat de Frank Perry.

## Viața personală
Murawski este căsătorit cu montatoarea de film Christina „Chris” Innis. Cei doi editori s-au cunoscut în timp ce lucrau împreună la serialul de televiziune Universal/CBS American Gothic și s-au căsătorit în 2008.  Perechea a lucrat împreună la filmul câștigător al Oscarului The Hurt Locker și la mai multe producții Sam Raimi, cum ar fi The Gift și Spider-Man, precum și colaborarea la lansările Grindhouse Releasing/Box Office Spectaculars.